# Nikos Alavantas
Nikos Alavantas (13 de abril de 1959) é um ex-futebolista profissional grego, militiou por apenas duas equipes PAOK e Skoda Xanthi.